# Rännen
Rännen är en sjö i Bengtsfors kommun och Melleruds kommun i Dalsland och ingår i Göta älvs huvudavrinningsområde. Sjön är 22,5 meter djup, har en yta på 0,457 kvadratkilometer och befinner sig 124,9 meter över havet.

## Delavrinningsområde
Rännen ingår i det delavrinningsområde (652889-129805) som SMHI kallar för Utloppet av Rännen. Medelhöjden är 181 meter över havet och ytan är 20,54 kvadratkilometer. Det finns inga avrinningsområden uppströms utan avrinningsområdet är högsta punkten. Vattendraget som avvattnar avrinningsområdet har biflödesordning 4, vilket innebär att vattnet flödar genom totalt 4 vattendrag innan det når havet efter 185 kilometer. Avrinningsområdet består mestadels av skog (86 procent). Avrinningsområdet har 0,66 kvadratkilometer vattenytor vilket ger det en sjöprocent på 3,2 procent.